# Nebularia (slak)
Nebularia is een geslacht van weekdieren uit de klasse van de Gastropoda (slakken). Deze roofzuchtige zeeslakken, mariene buikpotige weekdieren zijn ingedeeld in de onderfamilie Cylindromitrinae binnen de familie van deMitridae. Deze naam werd oorspronkelijk voorgesteld als een onderklasse van het geslacht Mitra. De typesoort van dit geslacht is Mitra contracta Swainson, 1820.

## Soorten
Het geslacht Nebularia bevat de volgende soorten:
- Nebularia acuminata (Swainson, 1824)
- Nebularia aegra (Reeve, 1845)
- Nebularia ancillides (Broderip, 1836)
- Nebularia baerorum (Poppe & Tagaro, 2010)
- Nebularia bellula (A. Adams, 1853)
- Nebularia chrysostoma (Broderip, 1836)
- Nebularia coarctata (Reeve, 1844)
- Nebularia contracta (Swainson, 1820)
- Nebularia dondani (Cernohorsky, 1985)
- Nebularia edentula (Swainson, 1823)
- Nebularia eremitarum (Röding, 1798)

- Nebularia fastigium (Reeve, 1845)
- Nebularia ferruginea (Lamarck, 1811)
- Nebularia gourgueti (Poppe, R. Salisbury & Tagaro, 2015)
- Nebularia guidopoppei (Thach, 2016)
- Nebularia hangji S.-I Huang & Q.-Y. Chuo, 2019
- Nebularia ignobilis (Reeve, 1844)
- Nebularia incompta ([Lightfoot], 1786)
- Nebularia inquinata (Reeve, 1844)
- Nebularia kanak S.-I Huang, 2021
- Nebularia mackayorum S.-I Huang & Q.-Y. Chuo, 2019
- Nebularia multiplicata (Pease, 1865)

- Nebularia nebulosa (Broderip, 1836)
- Nebularia nivea (Broderip, 1836)
- Nebularia peasei (Dohrn, 1860)
- Nebularia pellisserpentis (Reeve, 1844)
- Nebularia petrosa (G. B. Sowerby II, 1874)
- Nebularia pyramis (W. Wood, 1828)
- †Nebularia soliphila Harzhauser & Landau, 2021
- Nebularia thachi (H. Turner, 2007)
- Nebularia tivoli S.-I Huang, 2021
- Nebularia ustulata (Reeve, 1844)
- Nebularia yafani S.-I Huang & Q.-Y. Chuo, 2019